# 5149 Leibniz
5149 Leibniz eller 6582 P-L är en asteroid i huvudbältet som upptäcktes den 24 september 1960 av den nederländsk-amerikanske astronomen Tom Gehrels och det nederländska astronomparet Ingrid van Houten-Groeneveld och Cornelis Johannes van Houten vid Palomarobservatoriet. Den är uppkallad efter den tyske matematikern Gottfried Wilhelm von Leibniz.
Den tillhör asteroidgruppen Themis.